# 5117 Mokotoyama
5117 Mokotoyama este un asteroid din centura principală de asteroizi.

## Descriere
5117 Mokotoyama este un asteroid din centura principală de asteroizi. A fost descoperit pe 8 aprilie 1988 la Kitami de Kin Endate și Kazuro Watanabe. Asteroidul prezintă o orbită caracterizată de o semiaxă mare de 3,06 ua, o excentricitate de 0,07 și o înclinație de 9,8° în raport cu ecliptica.